# Kivisaari (ö i Finland, Nyland, Helsingfors, lat 60,25, long 23,72)
Kivisaari är en ö i Finland. Den ligger i sjön Puujärvi och i kommunen Lojo i den ekonomiska regionen  Helsingfors  och landskapet Nyland, i den södra delen av landet, 70 km väster om huvudstaden Helsingfors. Öns area är 0,8 hektar och dess största längd är 180 meter i sydöst-nordvästlig riktning.